# Patricia Piccinini

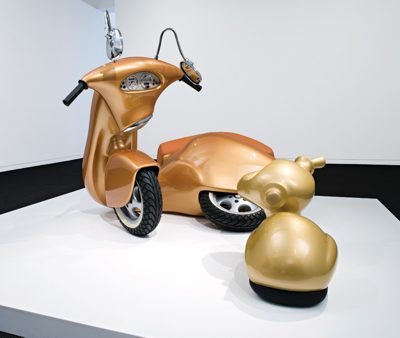
"Nido" (2006)

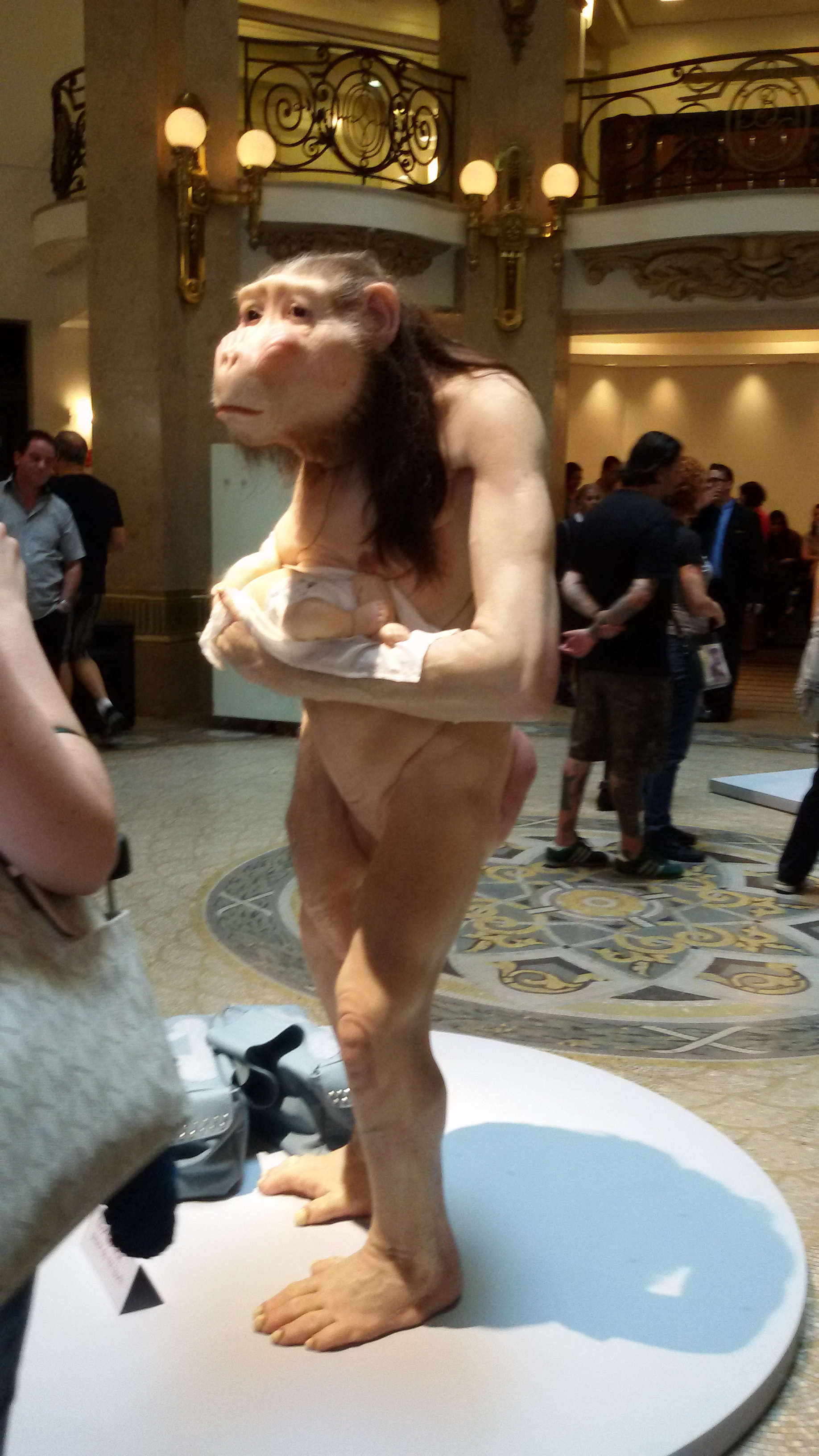
Obra de Patrícia Piccinini em exposição no Centro Cultural Banco do Brasil em 2015

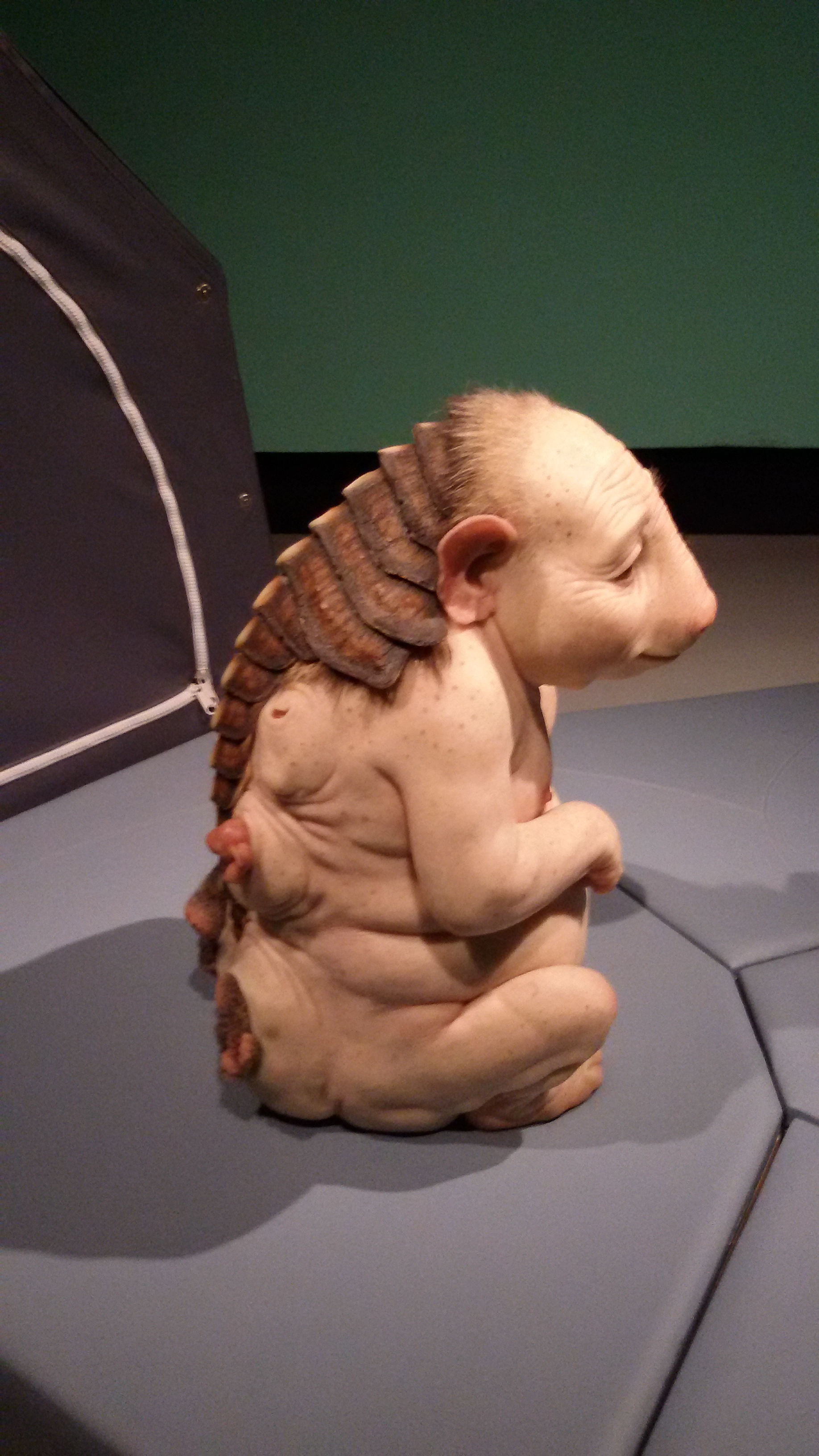
Obra de Patrícia Piccinini em exposição no Centro Cultural Banco do Brasil em 2015

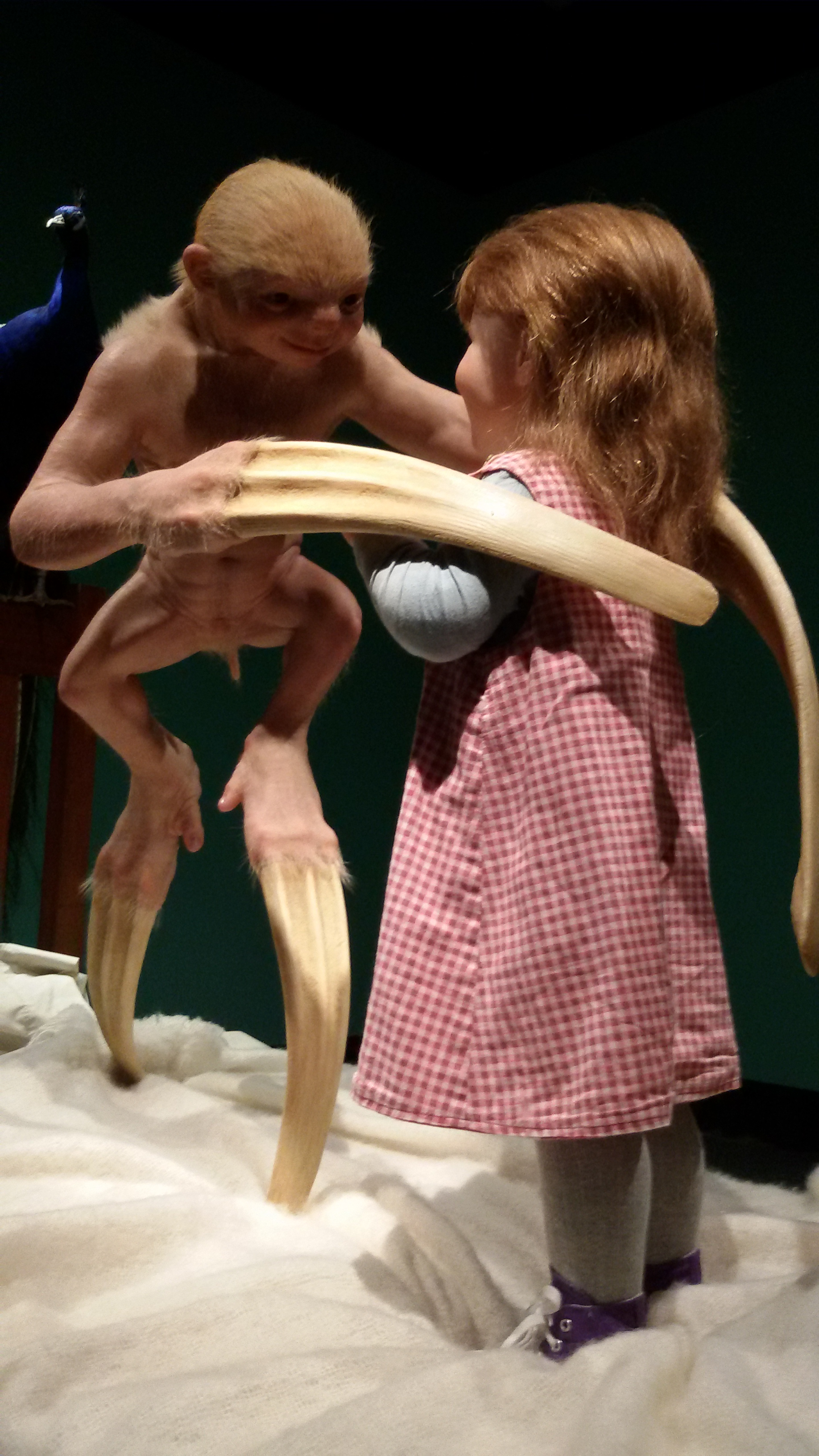
Obra de Patrícia Piccinini em exposição no Centro Cultural Banco do Brasil em 2015

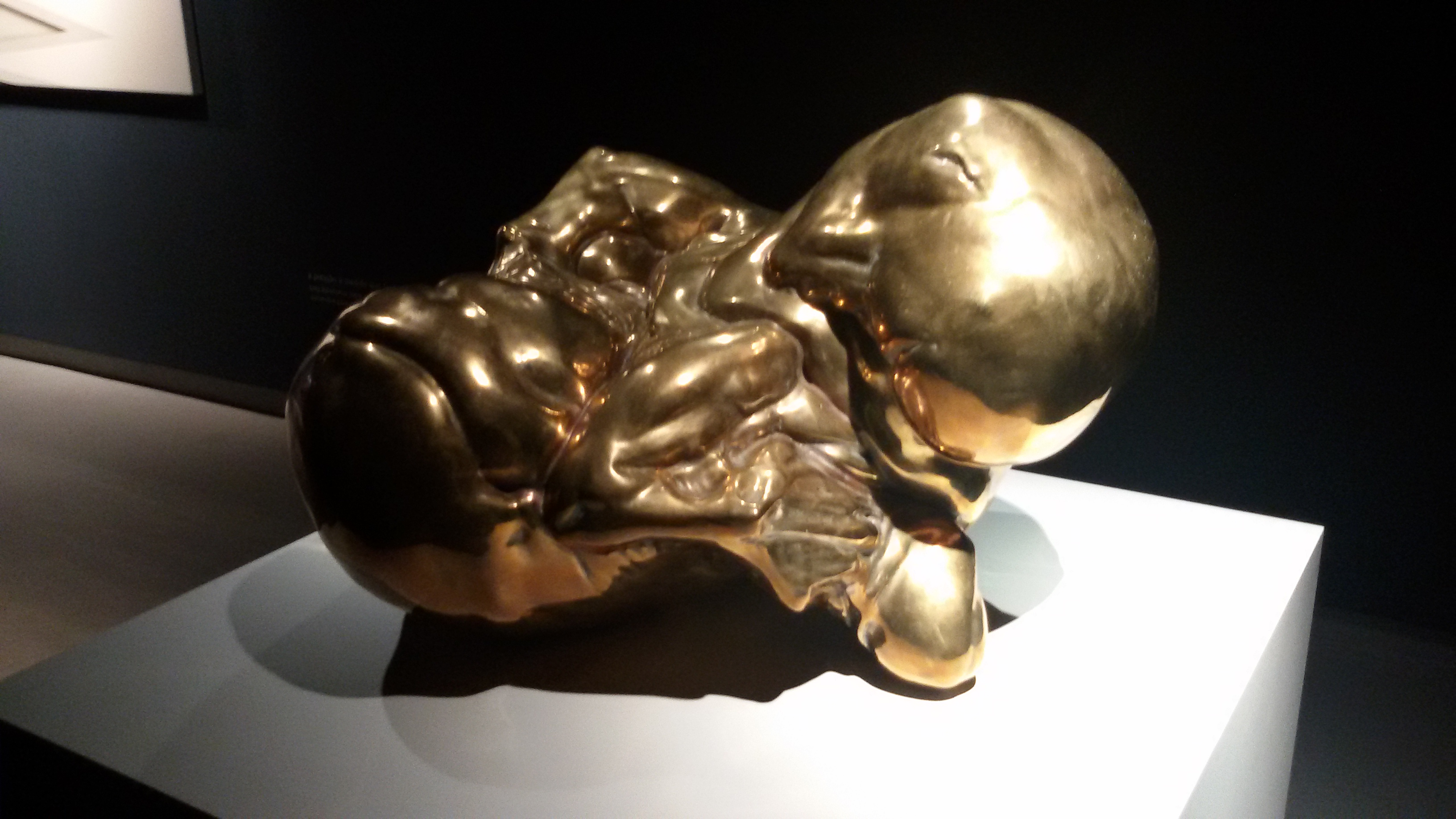
Obra de Patrícia Piccinini em exposição no Centro Cultural Banco do Brasil em 2015

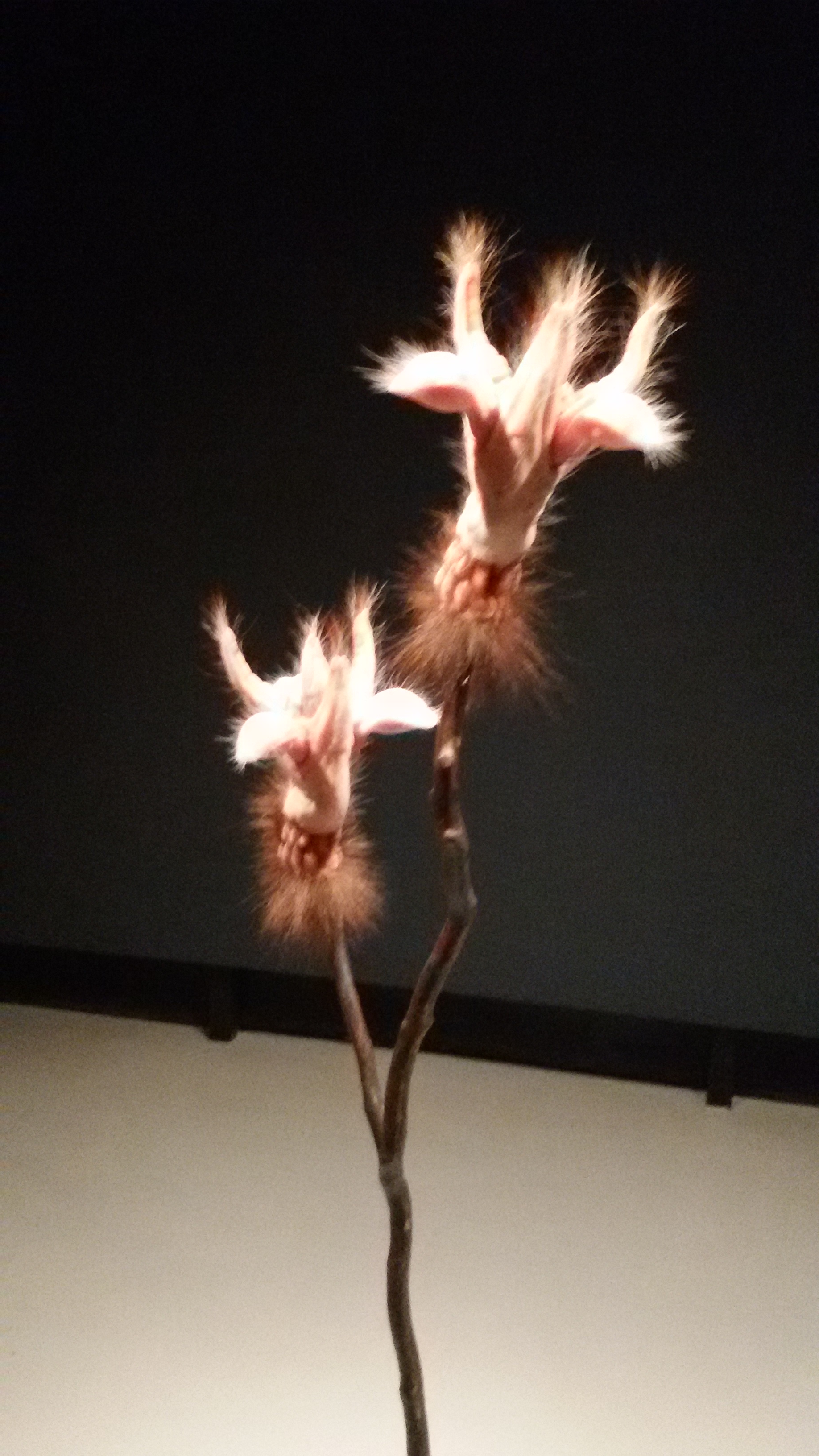
Obra de Patrícia Piccinini em exposição no Centro Cultural Banco do Brasil em 2015

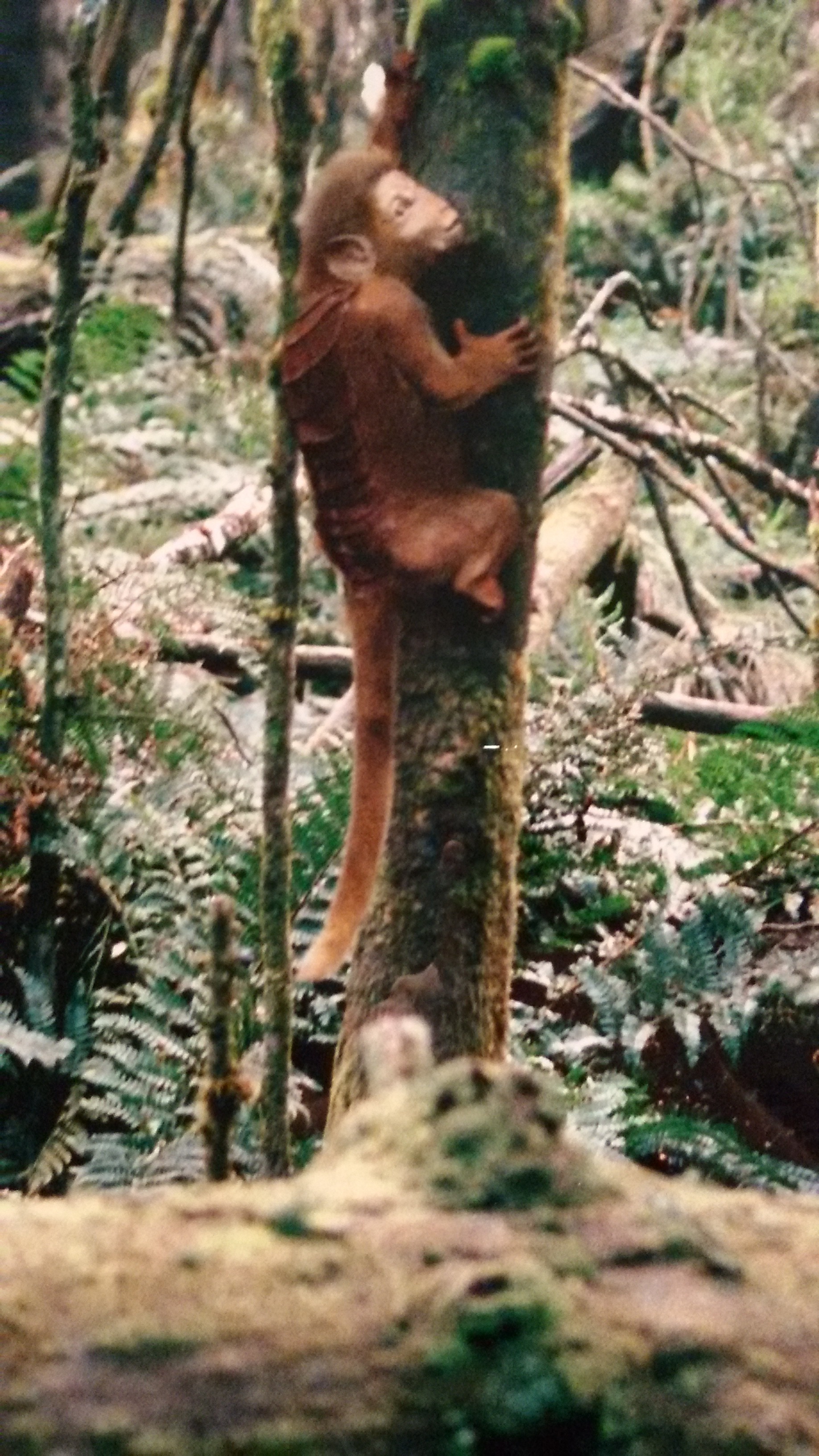
Obra de Patrícia Piccinini em exposição no Centro Cultural Banco do Brasil em 2015

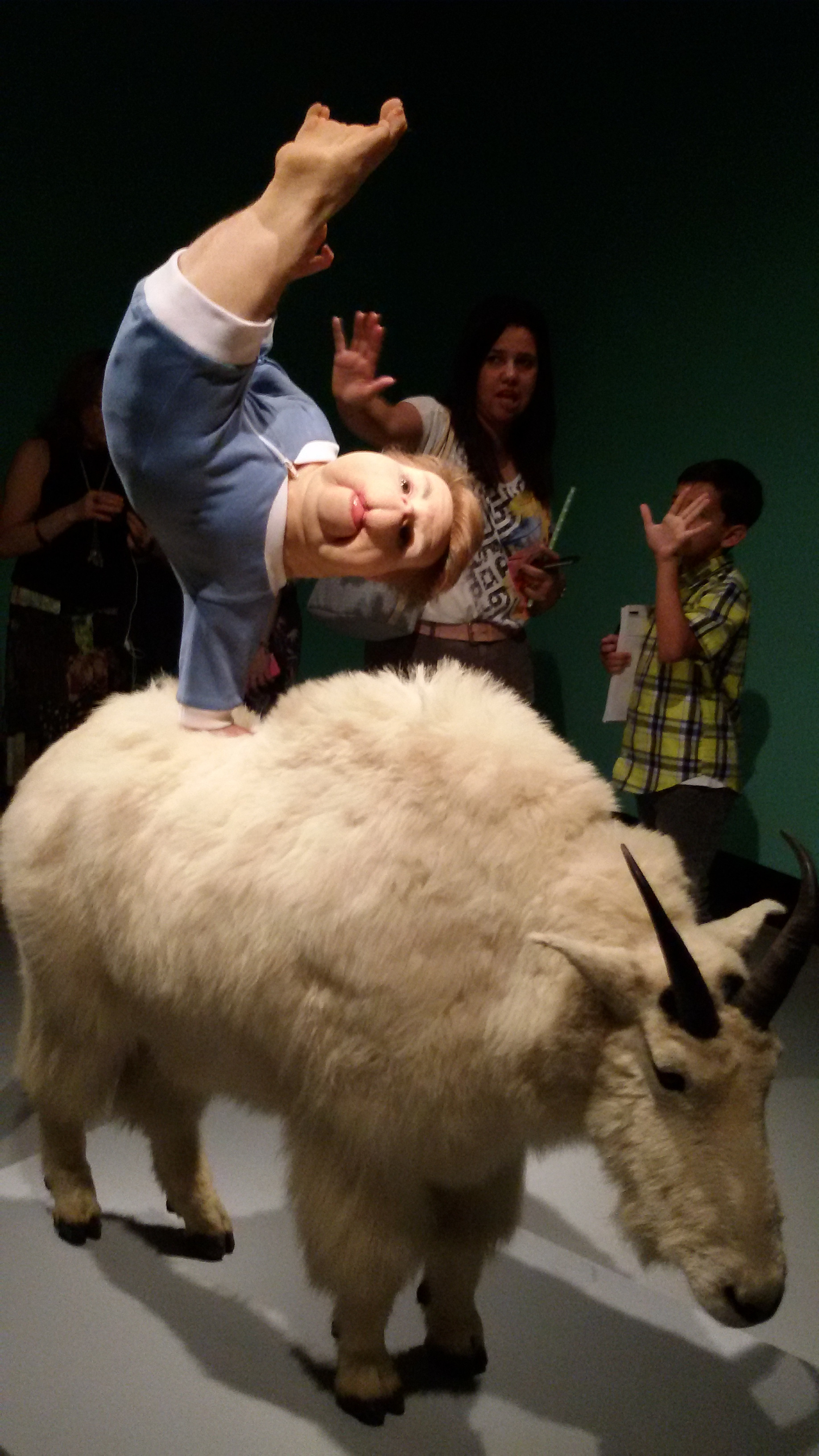
Obra de Patrícia Piccinini em exposição no Centro Cultural Banco do Brasil em 2015

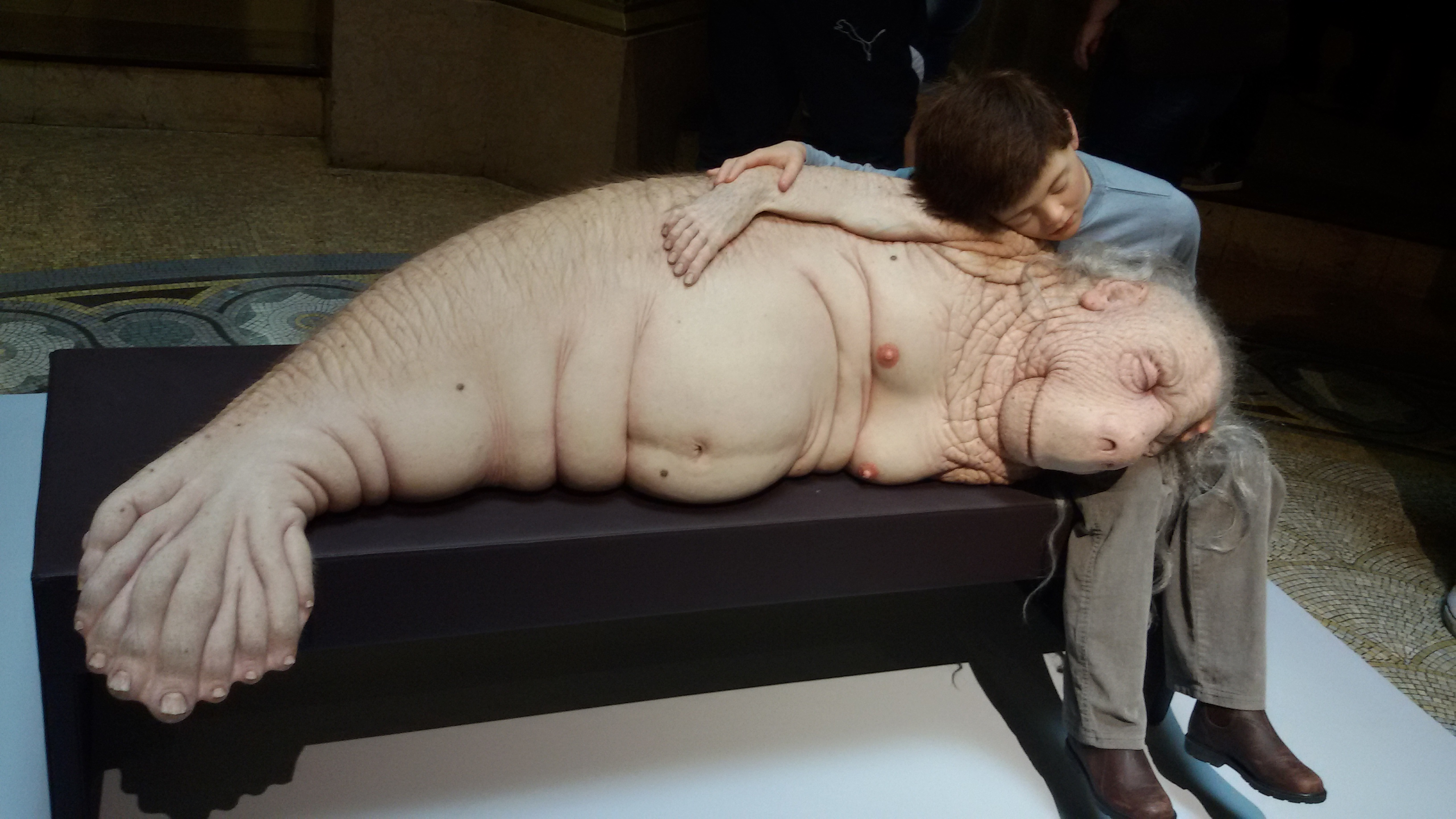
Obra de Patrícia Piccinini em exposição no Centro Cultural Banco do Brasil em 2015

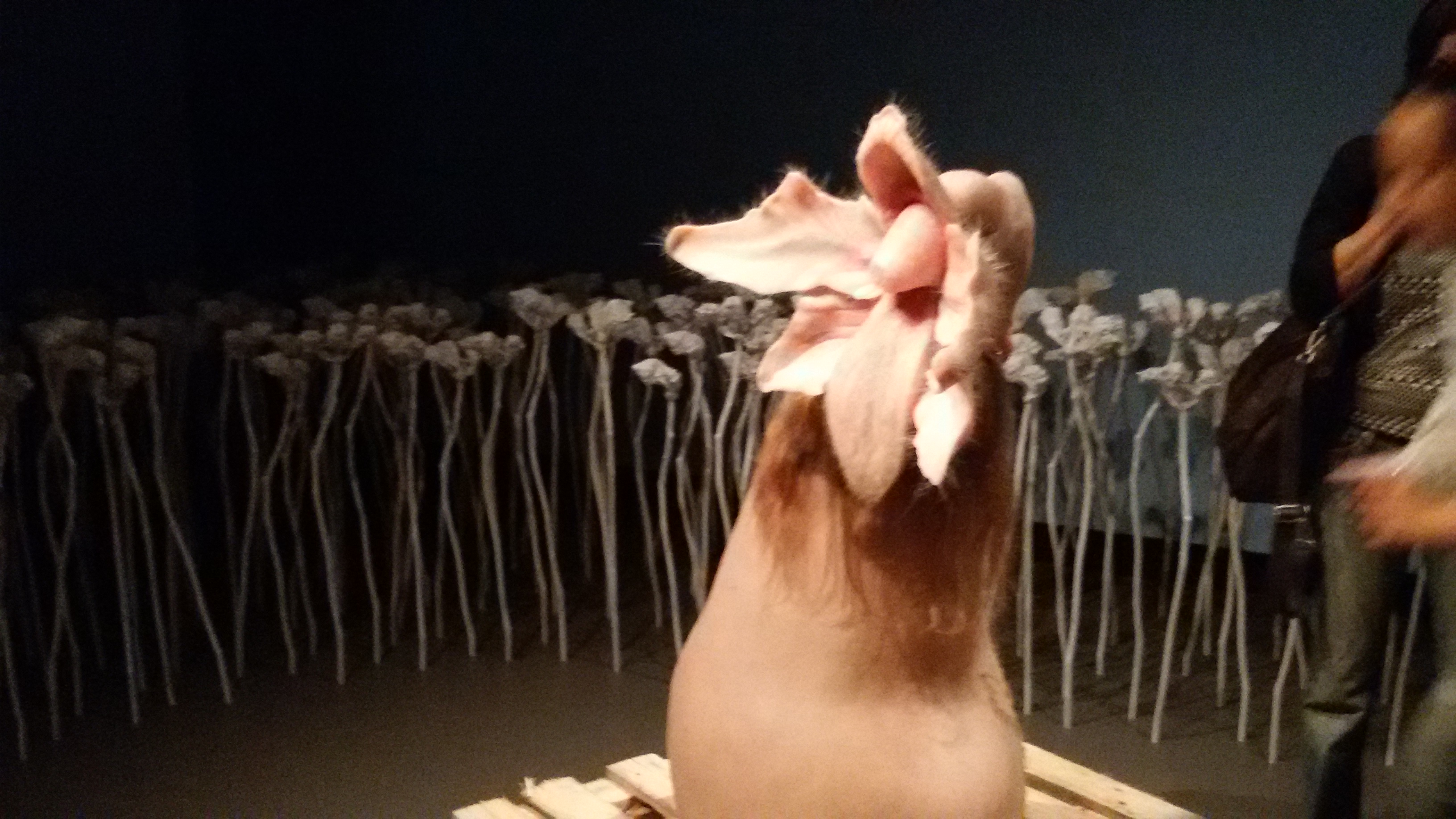
Obra de Patricia Piccinini em exposição no Centro Cultural do Banco do Brasil em 2015

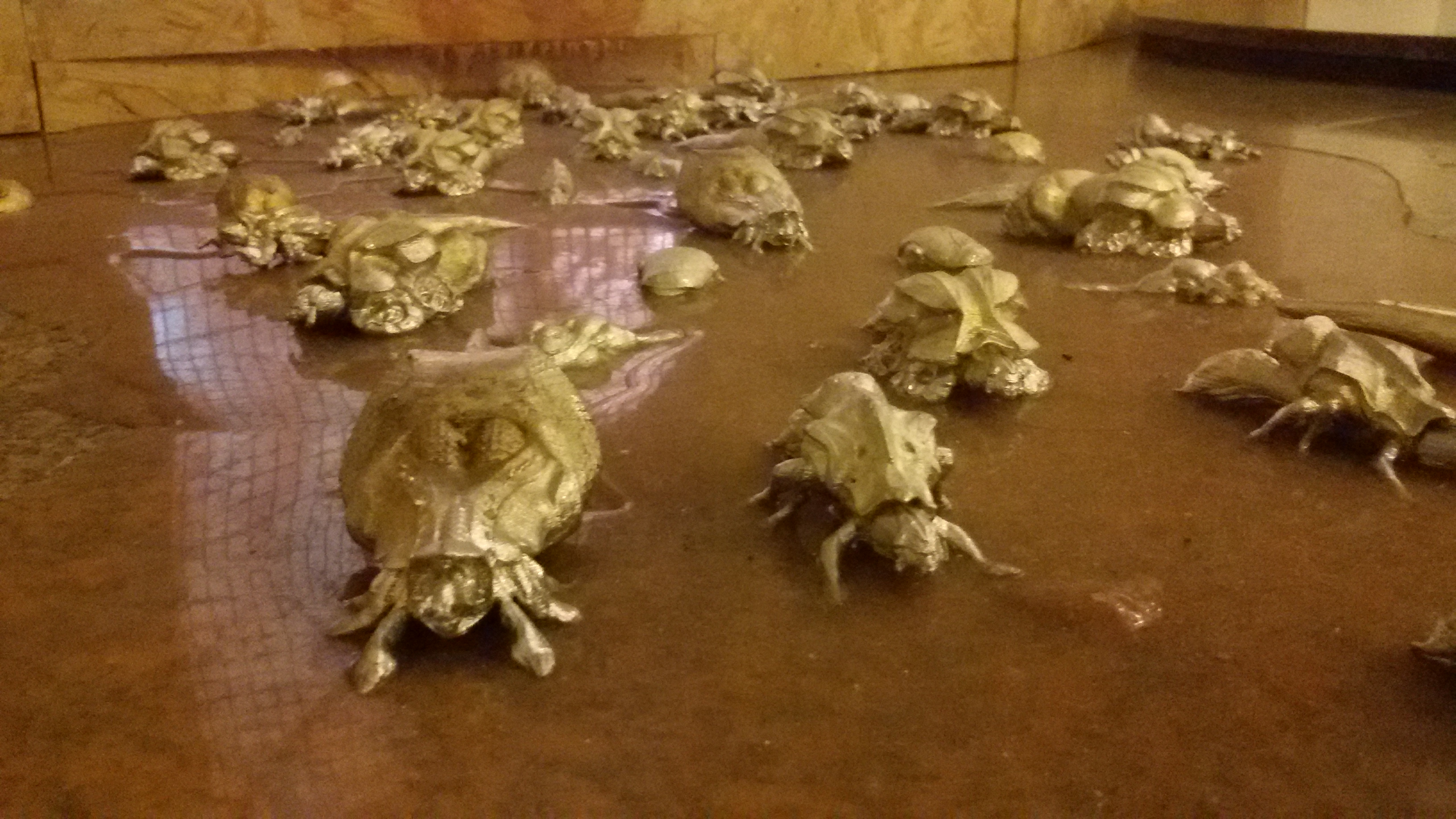
Obra de Patricia Piccinini em exposição no Centro Cultural do Banco do Brasil em 2015

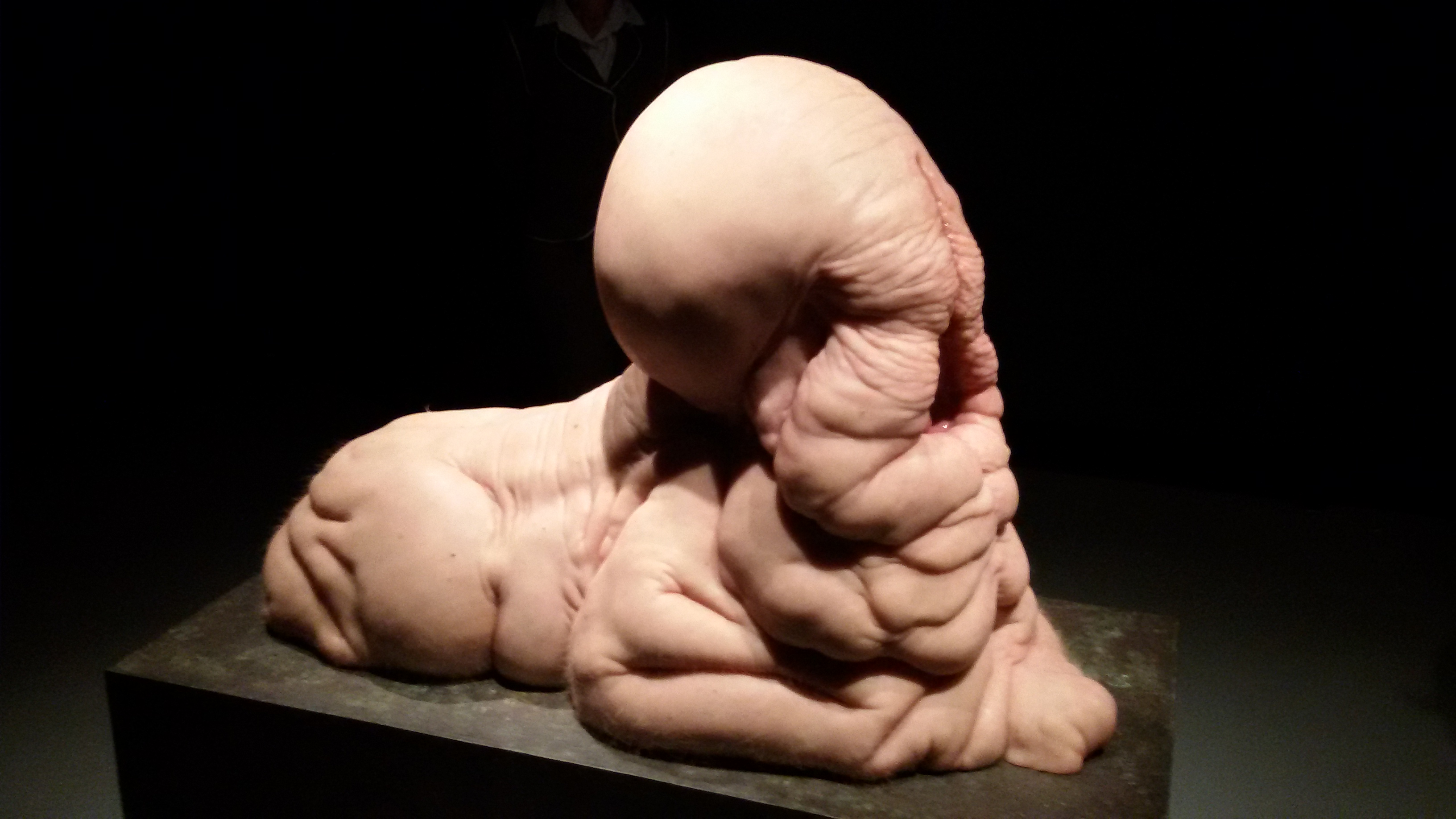
Obra de Patricia Piccinini em exposição no Centro Cultural do Banco do Brasil em 2015

Patricia Piccinini (Freetown, Serra Leoa, 1965) é uma artista contemporânea australiana, interessada em biotecnologia, trabalhando em diversos meios de comunicação: impressão digital, vídeo, escultura. Ela representou a Austrália na Bienal de Veneza em 2003. Um de seus shows atraiu mais de 440.000 pessoas.  Nascida em Freetown, Serra Leoa, em 1965, mudou-se para a Austrália com sua família em 1972. Graduada em História Econômica pela Australian National University em 1988 e em Pintura pelo Victorian College of the Arts em 1991, Piccinini é conhecida por suas criações artísticas que frequentemente exploram os limites entre o natural e o artificial. Seu trabalho abrange uma variedade de mídias, incluindo escultura, fotografia, vídeo e desenho.
O interesse de Piccinini pela arte começou durante sua adolescência, após uma visita inspiradora à Australian National Gallery. Essa experiência despertou nela o desejo de se tornar parte do mundo artístico. Ela iniciou sua carreira artística na década de 1990, destacando-se rapidamente por seu envolvimento com temas de bioética e as implicações da engenharia genética na sociedade.
Piccinini alcançou reconhecimento internacional ao representar a Austrália na 50ª Bienal de Veneza em 2003 com a exposição "We are Family". Sua obra mais notável, Skywhale, um balão de ar quente com forma de mamífero voador imaginário, foi encomendado para as celebrações do centenário de Canberra em 2013 e tem sido exibido ao redor do mundo. Mais recentemente, a continuação desse projeto, Skywhalepapa, reflete uma imagem de paternidade e cuidado.
Piccinini utiliza materiais como silicone, fibra de vidro e cabelo humano para criar suas figuras hiper-realistas. Seu trabalho é profundamente enraizado em questões contemporâneas sobre o relacionamento entre tecnologia e natureza. Ela aborda temas como a genética, o antropocentrismo e a relação emocional que podemos estabelecer com formas de vida artificialmente modificadas ou completamente sintéticas .

A artista vive e trabalha em Melbourne, onde colabora frequentemente com seu marido, Peter Hennessy, e uma equipe de assistentes e artesãos em seu estúdio, Drome. Juntos, eles exploram novas formas de expressão artística, mantendo um diálogo constante sobre as implicações éticas e estéticas de suas obras no contexto atual de rápidas mudanças tecnológicas. 